# Беккариа, Муссо
Муссо Беккариа (итал. Musso Beccaria; XIII/XIV века, Павия — 1343 год, Павия) — представитель рода Беккариа, правитель Павии с 1322 по 1343 годы.

## Биография
Муссо был представителем знатного рода Беккариа. Отец Муссо Манфредо Беккариа был народным капитаном Павии и возглавлял партию гибеллинов в этом городе. В 1300 году гвельфы во главе с ди Лангоско захватили власть в Павии и изгнали Беккариа. В 1315 году Маттео I Висконти вытеснил гвельфов из Павии и изгнана ди Лангоско и некоторых его сторонников из города. Это позволило Беккариа вернутся в Павию. Муссо находился на службе у Маттео I Висконти и принимал участие в его войнах. Это позволило Беккариа стать одним из влиятельнейших родов северной Италии. Муссо Беккариа в 1320 году стал подеста города Вогера, в 1323—1324 гг. Новары, в 1325 году Бергамо. Выступал в качестве третейского судьи в споре между городами Новара и Галлиате. 9 мая 1323 года Муссо получил приглашение на суд инквизиции, где он должен был отвечать за свою помощь отлученному от церкви роду Висконти. После того как Муссо не явился его так же отлучили от церкви. В 1328 году Муссо совершил нападение на конвой, перевозивший 60 000 гульденов золотом, отправленные Папой Римским Иоанном XXII, кардиналу Бертрану дю Пуже который в тот момент был главнокомандующим Папской армии в войне против Висконти. Дю Пуже развернул свои войска против Беккариа и осадил Павию 16 апреля 1331 года. 8 июня 1331 года кардинал Дю Пуже торжественно вступил в город и восстановил власть гвельфов в Павии. Для борьбы с гибеллинами -сторонниками Беккариа в августе 1331 года были созданы специальные суды, которые должны были «конфисковать их земли и осудить их головы».
В ноябре 1332 года в Павии началось восстание, Папский наместник Оберто ди Коконут был свергнут и бежал. Это позволило Муссо Беккариа при поддержке Висконти вернуть Павию и вновь стать её падестой и сеньором. В 1333 году Муссо вступил в союз с королями Робертом Неаполитанским и маркизом Коррадино Маласпина против короля Иоганна Люксембургского. Союзники вынудили чехов в том же году покинуть Северную Италию.
Муссо Беккариа обеспокоенный усилением Висконти в 1342 году попытался присоединиться к Людовику IV Баварскому, но Лукино Висконти вынудил Беккариа к сдаче.
После смерти Муссо в 1343 году, его сын Кастелино стал сеньором Павии.

## Дети
- Кастелино
- Фиорелло
- Антонио
- Манфредо
- Леодрисино[5]